# William Forsythe (coreògraf)
William Forsythe (nascut el 30 de desembre de 1949 a Nova York) és un ballarí i coreògraf estatunidenc resident a Frankfurt del Main, a l'estat alemany de Hessen. És conegut internacionalment per la seva feina amb el Ballet de Frankfurt (1984–2004) i la Companyia Forsythe (2005–present), i reconegut per la integració del ballet i les arts visuals.

## Trajectòria
William Forsythe començà la seva carrera professional com un aprenent al Ballet Joffrey l'any 1971,  abans de seguir la seva muller d'aleshores, Eileen Brady, unint-se al Ballet de Stuttgart l'any 1973. Animat pel seu director, Marcia Haydée, Forsythe començà a coreografiar obres per a la companyia, i va ser fitxat com a coreògraf resident l'any 1976. Durant els següents set anys creà obres originals pel Stuttgart Ensemble, i per companyies de ballet de Múnic, La Haia, Londres, Basilea, Berlín, Frankfurt del Main, París, Nova York i San Francisco. L'any 1984 fou fitxat com a director del Ballet de Frankfurt. Després del tancament d'aquesta companyia l'any 2004, fundà la Companyia Forsythe el suport dels estats de Saxònia i Hesse, les ciutats de Dresden i Frankfurt del Main i patrocinadors privats. Aquesta companyia té les seves seus a Dresden i Frankfurt del Main.
Forsythe ha produït i col·laborat en nombroses instal·lacions, incloent White Bouncy Castel (1997, en col·laboració amb Dana Caspersen i Joel Ryan), City of Abstracts (2000), Scattered Crowd (2002), airdrawing|whenever on on on nohow on (2004, col·laborant amb Peter Welz), i You made me a monster (2005). Algunes de les seves instal·lacions han estat mostrades al Museu del Louvre, la Biennal de Venècia i la Renaissance Society de Chicago.
 L'any 2014, Forsythe anuncià que a la tardor de l'any 2015 començaria com a professor a l'escola de ball Glorya Kaufman, de nova creació, a la Universitat del Sud de Califòrnia.
 El 4 de març de 2016 la Compañía Nacional de Danza va estrenar al Gran Teatre del Liceu de Barcelona, "The Vertiginous Thrill of Exactitude", amb música de Franz Schubert, dins el programa "Homenatge a Granados".
El 2019 va presentar al Museu Nacional d'Art de Catalunya White Bouncy Castle, un cub gegantí que pren la forma de gran castell inflable de color blanc dins del qual les persones que el visiten estan convidades a deixar-se caure i rebotar, a sentir el seu cos completament desestabilitzat al so d'una composició musical creada per Joel Ryan.

## Obres selectes
- 1976 Urlicht
- 1983 Gänge
- 1983 France/Dance
- 1984 Artifact
- 1985 Steptext
- 1986 Isabelle's Dance
- 1986 Die Befragung des Robert Scott
- 1987 In the Middle, Somewhat Elevated
- 1988 Impressing the Czar
- 1990 Limb's Theorem
- 1991 The Second Detail
- 1991 Loss of Small Detail
- 1992 ALIE/N A(C)TION
- 1994 Self Meant to Govern
- 1995 Eidos:Telos
- 1996 The Vertiginous Thrill of Exactitude
- 1997 Hypothetical Streams 2
- 1998 Workwithinwork
- 1999 Endless House
- 2000 One Flat Thing, reproduced
- 2000 Kammer/Kammer
- 2001 Woolf Phrase
- 2003 Decreation
- 2005 Three Atmospheric Studies
- 2005 You made me a monster
- 2006 Heterotopia
- 2007 The Defenders
- 2008 Yes we can't
- 2008 I Don't Believe in Outer Space
- 2009 The Returns

## Premis
- "Bessie" Award (1988, 1998, 2004, 2007)
- Laurence Olivier Award (1992, 1999, 2009)
- Government of France-Commandeur des Arts et Lettres (1999)
- Service Cross-Germany (1997)
- Wexner Prize (2002)
- Golden Lion for Lifetime Achievement-Venice (2010)